# Герб Аруби
Герб Аруби був спроєктований у 1955 році в Амстердамі. З цього часу він став одним з державних символів Аруби. 

## Опис
Герб складається з семи основних елементів:
- Лев, символізує силу[1];
- Білий хрест, символізує відданість вірі;
- Пара лаврових листків — традиційний символ миру;
- Алое, яке є головним експортним продуктом і джерелом доходу країни;
- Ойберг, найбільш відома гора Аруби;
- Рукостискання, символізує добрі стосунки Аруби зі світом;
- Колесо, символізує промисловість.